# Говорить Івано-Франківськ!
 Говорить Івано-Франківськ!  — Другий студійний альбом гурту Перкалаба, який з'явився у 2007 році.

## Композиції
1. Марш звідси!!!!!! [03:20]
2. Говорить Івано-Франківськ [02:50]
3. Просерамера (гімн Івано-Франківська) [04:26]
4. Розлабка [02:59]
5. Червона фіра [04:52]
  - музика: С. Кузьмінський
  - слова: С. Кузьмінський
6. Полька [02:23]
7. Швидкоау (грубабабагрубагруба version) [04:12]
8. Чар даш? [04:54]
  - музика: Монті
9. Фігурне катаніє [02:38]
10. Перда (вик. тема з пісні Інгрід)  [02:53]
11. Коровка [05:47]
12. 4 танкісти (Piosenka z serialu telewizijnego "Czterej pancemi i pies") [04:09]
  - музика: A. Walacinski
  - слова: A. Osiecka
13. Мажорний льотчик [05:12]
14. Кафельний пам’ятник [03:57]
15. Тромба [06:12]
  - музика: Ніно Россо
16. Ясени [03:57]
  - музика: О. Білаш
  - слова: М. Ткач
17. Квітка

Бонуси
1. Мудрий бо Німий
  - музика: Кузьма Скрябін
  - слова: Кузьма Скрябін
2. Бугаї
  - музика: Д. Добрийвечір
  - слова: Д. Добрийвечір
3. Жовтий коцик
  - музика: Kristie